# Quatuor no 2 pour flûte et cordes de Mozart
 (février 2024).
Si vous disposez d'ouvrages ou d'articles de référence ou si vous connaissez des sites web de qualité traitant du thème abordé ici, merci de compléter l'article en donnant les références utiles à sa vérifiabilité et en les liant à la section « Notes et références ».
Le Quatuor no 2 pour flûte et cordes en sol majeur, K. 285a, est l'un des trois quatuors composés par Wolfgang Amadeus Mozart pour l'amateur Ferdinand De Jean. Cette pièce pour flûte, violon, alto et basse a été écrite entre 1777 et 1778, à Mannheim.

## Structure
Ce quatuor est en deux mouvements :
1. Andante, en sol majeur, à 
, 77 mesures, deux sections répétées deux fois (mesures 1 à 34, mesures 35 à 77)
2. Tempo di Menuetto, en sol majeur, à 
, 73 mesures, sections répétées deux fois : mesures 1 à 21, mesures 22 à 60

Durée de l'interprétation : de 11 à 18 minutes
Introduction de l'Andante :
Introduction du Tempo di Menuetto :